# Tyler Bertuzzi
Tyler Bertuzzi, född 24 februari 1995, är en kanadensisk professionell ishockeyforward som spelar för Boston Bruins i NHL.
Han har tidigare spelat för Detroit Red Wings i NHL; Grand Rapids Griffins i AHL samt Guelph Storm i OHL.

## Klubblagskarriär

### Grand Rapids Griffins
Bertuzzi vann Calder Cup med Red Wings farmarlag Grand Rapids Griffins i AHL 2017 när laget vann sin andra Calder Cup på fem år. Bertuzzi blev också vald till slutspelets mest värdefulla spelare.

### Detroit Red Wings
Bertuzzi draftades av Detroit Red Wings i andra rundan i 2013 års draft som 58:e spelare totalt.
Den 25 juni 2018 skrev han på en tvåårig kontraktsförlängning med Red Wings till ett värde av 2,8 miljoner dollar.

## Statistik
| 2009–2010  | Sudbury Wolves U15            | NOHL       | 42  | 24 | 45  | 69  | 72  | 6  | 3  | 10 | 13 | 8  |
| 2010–2011  | Sudbury Wolves U16            | NDMHL      | 26  | 18 | 36  | 54  | 26  | —  | —  | —  | —  | —  |
|            | Sudbury Nickel Capital Wolves | GNML       | 3   | 1  | 1   | 2   | 12  | 2  | 0  | 0  | 0  | 12 |
| 2011–2012  | Guelph Storm                  | OHL        | 61  | 6  | 11  | 17  | 117 | 6  | 0  | 2  | 2  | 7  |
| 2012–2013  | Guelph Storm                  | OHL        | 43  | 13 | 9   | 22  | 68  | 5  | 0  | 0  | 0  | 14 |
| 2013–2014  | Guelph Storm                  | OHL        | 29  | 10 | 25  | 35  | 49  | 18 | 10 | 7  | 17 | 24 |
| 2014–2015  | Guelph Storm                  | OHL        | 68  | 43 | 55  | 98  | 91  | 9  | 6  | 2  | 8  | 10 |
|            | Grand Rapids Griffins         | AHL        | 2   | 1  | 0   | 1   | 0   | 14 | 7  | 5  | 12 | 10 |
| 2015–2016  | Grand Rapids Griffins         | AHL        | 71  | 12 | 18  | 30  | 133 | 9  | 7  | 1  | 8  | 8  |
| 2016–2017  | Detroit Red Wings             | NHL        | 7   | 0  | 0   | 0   | 0   | —  | —  | —  | —  | —  |
|            | Grand Rapids Griffins         | AHL        | 48  | 12 | 25  | 37  | 37  | 19 | 9  | 10 | 19 | 50 |
| 2017–2018  | Detroit Red Wings             | NHL        | 48  | 7  | 17  | 24  | 39  | —  | —  | —  | —  | —  |
|            | Grand Rapids Griffins         | AHL        | 16  | 7  | 7   | 14  | 34  | —  | —  | —  | —  | —  |
| 2018–2019  | Detroit Red Wings             | NHL        | 73  | 21 | 26  | 47  | 36  | —  | —  | —  | —  | —  |
| 2019–2020  | Detroit Red Wings             | NHL        | 71  | 21 | 27  | 48  | 40  | —  | —  | —  | —  | —  |
| 2020–2021  | Detroit Red Wings             | NHL        | 9   | 5  | 2   | 7   | 4   | —  | —  | —  | —  | —  |
| 2021–2022  | Detroit Red Wings             | NHL        | 68  | 30 | 32  | 62  | 47  | —  | —  | —  | —  | —  |
| 2022–2023  | Detroit Red Wings             | NHL        | 17  | 1  | 4   | 5   | 4   | —  | —  | —  | —  | —  |
|            | Boston Bruins                 | NHL        | 21  | 4  | 12  | 16  | 6   | 7  | 5  | 5  | 10 | 26 |
| NHL totalt | NHL totalt                    | NHL totalt | 326 | 92 | 126 | 218 | 195 | 7  | 5  | 5  | 10 | 26 |
| AHL totalt | AHL totalt                    | AHL totalt | 137 | 32 | 50  | 82  | 204 | 42 | 23 | 16 | 39 | 68 |
| OHL totalt | OHL totalt                    | OHL totalt | 201 | 72 | 100 | 172 | 325 | 38 | 16 | 11 | 27 | 55 |

### Internationellt
| Källa: Uppdaterad: 2022-05-18 | Källa: Uppdaterad: 2022-05-18 | Källa: Uppdaterad: 2022-05-18 |         | Utv = Utvisningsminuter | Utv = Utvisningsminuter | Utv = Utvisningsminuter | Utv = Utvisningsminuter | Utv = Utvisningsminuter |
| År                            | Lag                           | Mästerskap                    | Matcher | Mål                     | Assists                 | Poäng                   | Utv                     |                         |
| ----------------------------- | ----------------------------- | ----------------------------- | ------- | ----------------------- | ----------------------- | ----------------------- | ----------------------- | ----------------------- |
| 2022                          | Kanada                        | VM                            | 5       | 0                       | 0                       | 0                       | 0                       |                         |
| Senior totalt                 | Senior totalt                 | Senior totalt                 | 5       | 0                       | 0                       | 0                       | 0                       |                         |

## Privatliv
Tyler Bertuzzi är systerson till Todd Bertuzzi.